# ローマ・ウォルスキ戦争
ローマ・ウォルスキ戦争は共和政ローマとイタリア中部に居住していたウンブリア系イタリック人であるウォルスキ族の間の一連の戦争である。ウォルスキ族はもともとラティウムの南側に居住していたが、やがてラティウム南部に移住を行い、先住民であるラテン人と摩擦を起こした。結果、ラティウムの指導的立場の都市国家であったローマと衝突することとなった。当初はローマに対して攻勢もとったが、紀元前5世紀の終わり頃までには、ウォルスキは防御的な行動を行うのみとなり、サムニウム戦争が終わる頃までにはローマに統合された。古代の歴史家は共和政ローマ初期の歴史において、ウォルスキに関してかなりのページを割いているが、現代の歴史家はこれらの記述の歴史的正確性に関しては疑問を呈している。

## 初期の衝突
半ば伝説的な初期の歴史では、ローマの第7代王タルクィニウス・スペルブスが、この後2世紀間に渡って継続するウォルスキとの戦争を始めた最初の人物であるとされる。タルクィニウスは裕福なウォルスキ都市スエッサ・ポメティア（en）を占領し、戦利品の利益をもってユピテル・オプティムス・マキシムス神殿を建設した。タルクィニウスはその勝利を祝って凱旋式を実施している。

## ウォルスキの侵攻
紀元前5世紀、どちらもサベリア語群の部族であるウォルスキとアエクイがラティウムに侵攻したが、これはサベリア語群の部族がアペニン山脈から平野部に移動する大きな流れの一環であった。ラティウム周辺部のいくつかの街が制圧されたようである。対するラティウム諸都市はローマを盟主として紀元前493年にカッシウス条約を結び、これに対抗した。古代の資料には、紀元前5世紀前半には毎年のようにウォルスキ、アエクイとの戦いが記録されている。有名な例としては、プレブス（平民）に対して圧迫的な姿勢を見せいためローマを追放された将軍ガイウス・マルキウス・コリオラヌス（en）が、ウォルスキ軍と共にローマに侵攻した例がある。この連年の戦争は、その多くが会戦という大規模なものではなく、比較的小規模な襲撃とそれに対する反撃であった。

### 紀元前495年の侵攻
リウィウスによれば、ローマが勝利したレギッルス湖畔の戦いに先立ち、ウォルスキはラティウム同盟を支援するために兵を準備していた。しかしローマの独裁官（ディクタトル）アウルス・ポストゥミウス・アルブス・レギッレンシスが迅速に進軍したため、ウォルスキ軍は戦闘には間に合わなかった。しかしウォルスキのこの行動を知った執政官プブリウス・セルウィリウス・プリスクス・ストルクトゥスは、紀元前495年にウォルスキ領内に侵攻した。ウォルスキはコラ（en）とスエッサ・ポメティア（en）の指導者の子息300人を人質として差し出した。ローマ軍は撤退した。
しかしこの後直ぐに、ウォルスキはヘルニキと同盟し、ラティウム同盟にも支援を求める使節を送った。しかしラティウム同盟は先のレギッルス湖畔の戦いの敗北の直後であり、ウォルスキとの同盟は新たな戦争を引き起こすと考え、ウォルスキの使節団を拘束してこれをローマに送り、さらにウォルスキとヘルニキが戦争の準備を始めていることを伝えた。これに感謝した元老院は6,000人のラティウム同盟軍捕虜を解放した。その返礼としてラティウム同盟はローマのユピテル・オプティムス・マキシムス神殿に黄金の王冠を寄贈した。この結果、開放されたラティウム捕虜を含む大勢の群集が互いに感謝し、ローマとラティウム同盟の間に友好が生まれた。
紀元前495年の遅く、ラティウム騎兵がウォルスキがローマに向かって進軍中との情報をもたらした。当時ローマでは過大な債務のために身柄を拘束されるプレブスが続出し、パトリキ（貴族）で構成される元老院との間に確執が生じていたが、これを早急に解消する必要があった。しかし、プレブスはウォルスキとの戦いのために軍に入隊することを拒否した。元老院は執政官ストルクトゥスにプレブスを説得させ、ストルクトゥスは債務の一部を軽減し、さらに戦後に債務問題をさらに考慮することを約束した。これで市民は入隊の宣誓を行い、ストルクトゥスは軍を率いてローマを出撃、敵軍近くに野営した。
ウォルスキ軍は、ローマ軍が一枚岩ではないことを期待して、翌日の夜にローマ軍の野営地を攻撃した。しかしローマ軍は直ちに武器を取り反撃を実施した。ウォルスキ軍は次の日にも、堀を埋めて突破し塁壁を攻撃した。ストルクトゥスは兵に反撃を控えさせ、ウォウルキ軍が野営地を守るローマ軍の防御設備の大部分を破壊するのを許した。続いて、攻撃命令を発したが、ウォルスキ軍はローマ軍の最初の攻撃で崩れた。ローマ軍はウォルスキ軍をその野営地まで追撃してこれを包囲、ウォルスキ軍が脱出するとこれを略奪した。続いてスエッサ・ポメティア（en）に進軍し、これを占領・略奪した。その後勝利の栄光と共にローマ軍は帰還した。ウォルスキ都市エケトゥラ（en）からの使節がローマに到着し、領土の一部を割譲することを条件にローマと講和条約を締結した。

### 紀元前494年の戦闘
紀元前494年になっても、ローマでのパトリキとプレブスの緊張は続き、やがては聖山事件（en）につながる。この不和を見たウォルスキ、サビニ、アエクイは、ローマに対して同時に武器を取った。この危機の対するために、ローマは民衆に人気の高いマニウス・ウァレリウス・マクシムスを独裁官（ディクタトル）に選んだ。結果、これまでで最大と言われる10個軍団が編成された。この内3個軍団が執政官アウルス・ウェルギニウス・トリコストゥス・カエリオモンタヌスの指揮の下、ウォルスキと戦うこととなった。
カエリオモンタヌスはウォルスキ軍に戦闘を強要させるために、ローマ軍をウォルスキ領まで進軍させた。両軍は近接した位置に野営地を設営し、続いて中間の平原で共に戦列を敷いた。ウォルスキ軍の兵力はローマ軍を上回っており、ローマ軍の戦列に対して突撃した。カエリオモンタヌスはローマ兵に持ち場を死守するよう命令し、前進することも敵の喊声に叫び返すことも許さなかった。ローマ軍は槍を地面に突き刺し、剣を抜き放ってウォルスキ兵に対した。突撃ですでに疲弊していたウォルスキ兵は、ローマ兵の抵抗にあって無秩序な状態となって撃退された。ローマ軍は逃げるウォルスキ軍を追撃してその野営地を占領、さらに前進してウォルスキ都市であるウェリトゥラエを占領し、そこに逃げ込んだウォルスキ兵だけでなく市民も殺害、少数のみが降伏して生き残ることができた。
ウェリトゥラエ周辺の土地も略奪され、街はローマの植民都市（コロニア）となった。

### 紀元前493年のローマの反撃
紀元前493年、執政官ポストゥムス・コミニウス・アウルンクスが率いたローマ軍は海岸沿いのウォルスキ都市アンティウム（現在のアンツィオ）からの軍を打ち破った。ローマ軍はウォルスキ軍をアンティウムの北方のロングラ（en）まで追撃した。ローマ軍はロングラを占領、さらに北方へ進軍しポッルスカ（en）を占領、コリオリ（en）に達した。
ローマ軍はコリオリの包囲戦を開始したが、包囲に集中するローマ軍に対し、アンティウムから来た別のウォルスキ軍が攻撃を仕掛け、同時にコリオリからも出撃してきた。若いパトリキであるガイウス・マルキウスはウォルスキ軍の攻撃時に見張りを行っていた。マルキウスは少数のローマ兵を集めて部隊を組織し、コリオリから出撃してきたウォルスキ軍を攻撃した。マルキウスは敵を撃退しただけでなく、城門から市内に突入し、城壁近くのいくつかの家に火を放った。コリオリの市民は泣き叫び、全ウォルスキ軍は戦意を失い、ローマ軍に敗北した。ローマ軍はコリオリを占領、マルキウスはコリオラヌスというコグノーメン（第三名、家族名）を得た。

### 紀元前492年 - ローマの飢餓とウォルスキの疫病
紀元前492年、前年のプレブスの離反で種まきが行われず、ローマでは飢餓が発生した。執政官はウォルスキ含め近隣から穀物を購入しようとした。ウォルスキ商人がローマに穀物を販売しようとすると、暴力によって脅された。
リウィウスはウォルスキが引き続きローマ攻撃の準備を行っていたとする。しかしウォルスキでは疫病が流行し、戦争ができる状態ではなくなった。ローマはこれを見て地歩を固めた。2年前にローマの植民市となっていウェルトゥラエには新たな植民者が起こられ、ウォルスキとの国境近くのラティウム同盟都市ノルバ（en）も、新たにローマの植民市となった。

### コリオラヌス率いるウォルスキ軍のローマ侵攻（紀元前491年-紀元前488年）

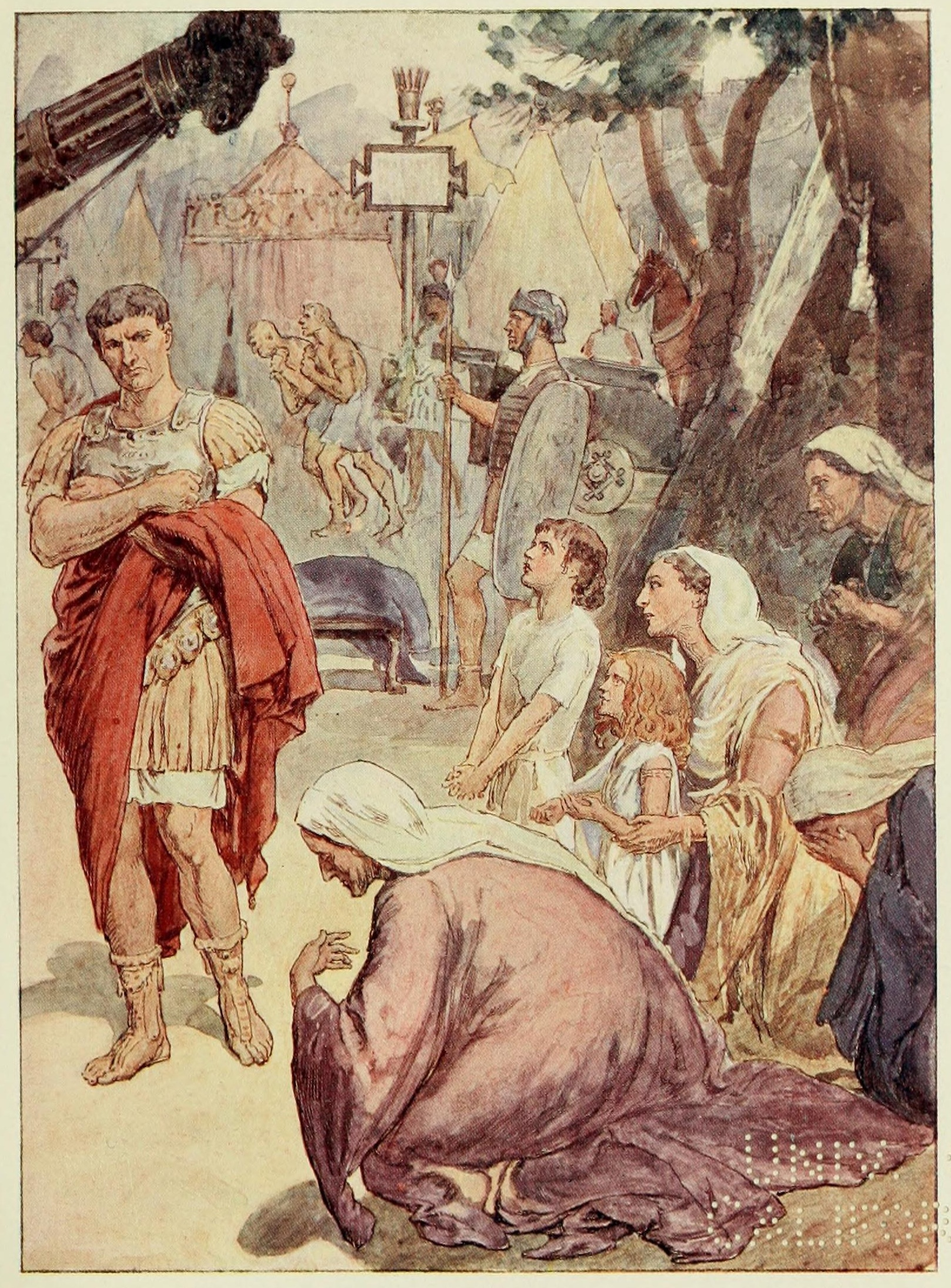
コリオラヌスとローマの既婚夫人たち

紀元前493年のコリオリの戦いで著名となったコリオラヌスは、ローマでパトリキとプレブスの反目が生じると、プレブス寄りの政策を批判した。このためにプレブスの怒りを買い、ローマから追放され、敵国であるウォルスキに逃れ、その指導者であるアッティウス・トゥリッウス（en）と結託した。
他方ローマでは紀元前491年に大競技会（レギッルス湖畔の戦いを祝したとされる）が開催されたが、多くのウォルスキ人もこれに参加するためにローマに滞在してた。トゥリッウスはウォルスキ人のローマへの敵意を再燃させる方法を探しており、この機会を利用した。彼は両執政官に内謁し、ウォルスキの若者がローマ人と諍いを起こす可能性があると伝えた。執政官はこの懸念を元老院に伝え、元老院はウォルスキ人をローマから追放することを決定した。
トゥリッウスは、フェレンティナ女神（en）に捧げられた聖なる林で追放されたウォルスキ人たちと会い、ローマに対する悪感情をたきつけ、ついにはローマに宣戦布告させた。
紀元前489年、ついにコリオラヌスとトゥリッウスは、ウォルスキ軍を率いてローマの同盟都市、植民市、ローマ領内へと進撃した。キルケイ（en）のローマ人植民者は追放された。続いて、かつてはウォルスキ都市であったサトウリクム（en）、ロングラ（en）、ポルッスカ（en）、コリオリを奪回した。さらにウォルスキ軍はラティウム都市であるラウィニウム、コルビオ（en）、ウィテリッア（en）、トゥレビア（en）、ラウィキ（en）、ペドゥム（en）を占領した。
ウォルスキ軍はさらに進んでローマを包囲した。ウォルスキは野営地を当初ローマから5マイルのクルイウス防御壕（en）近くに設営し、周囲の略奪を行った。コリオラヌスは略奪対象をプレブスの資産に限り、パトリキのそれには手をつけなかった。
既に紀元前488年となっており、執政官スプリウス・ナウティウス・ルティルスとセクストゥス・フリウスはローマの防衛準備を進めたが、プレブスは戦いではなく講和を求めた。元老院が召集され、敵に講和を求めることが合意された。まず交渉のために使節団が派遣されたが、コリオラヌスは交渉を拒否した。二度目の使節団がウォルスキ軍に派遣されたが、野営地に入ることすら拒否された。続いて神官が派遣されたがやはり得るものはなかった。
最後にローマの既婚夫人達が懇願に向かったが、ここにはコリオラヌスの母と妻、それに二人の息子も参加していた。ついにコリオラヌスは説得され、ウォルスキ軍野営地を後退させ、ローマの包囲を解いた。ローマはこれらの女性の貢献を讃え、運命の女神フォルトゥーナに捧げる神殿を建設した。
これ以降のコリオラヌスの消息は不明であるが、戦争で大きな役割は果たさなかったと思われる。
その後ウォルスキ軍はローマ領土に再度侵入した。そこにアエクイ軍も加わったが、アエクイはトゥリッウスを司令官とすることに反対した。結果両者は戦争に至り、双方共に戦力を大幅に低下することとなった。

### 継続する敵意（紀元前487年-）
紀元前487年、執政官の一人ティトゥス・シキニウスが継続するウォルスキとの戦争を担当することとなった。戦争の推移は明確ではないが、ローマが優勢であったようである。
ウォルスキとアエクイは紀元前485年にも敗北を喫している。しかし執政官クィントゥス・ファビウス・ウィブラヌスはその戦利品を国庫に入れてしまったため、プレブスの怒りを買った。
紀元前484年にもウォルスキとアエクイはローマに敵対した。執政官ルキウス・アエミリウス・マメルクスが率いるローマ軍は敵軍を撃破、さらにローマ騎兵が敵兵を殲滅した。
リウィウスによると、紀元前483年にもウォルスキは敵意を再燃させていたが、ローマは自身の戦力が十分であると確信し、これにはあまり注意を払わず、内政問題に集中していた。
紀元前475年、ウォルスキとアエクイはラティウム領土に侵攻した。ラティウムには内陸部のヘルニキが支援を行ったが、ローマ軍の助けを借りずにラティウム・ヘルニキ軍は敵軍を撃退、かなりの戦利品を得た。その後執政官ガイウス・ナウティウス・ルティルスがウォルスキ領土に侵攻し略奪を行ったが、両軍の間に大規模な戦闘は発生していない。

### 紀元前471年と紀元前468年のウォルスキ侵攻
ローマ内部の混乱に付け込み、紀元前471年と紀元前468年にもウォルスキはローマ領土へ侵攻した。
紀元前471年、執政官アッピウス・クラウディウス・クラッススは、民衆の怒りを買っていた。護民官ウォレロ・プブリリウス（en）が提案したプブリリウス法（en、護民官の選挙をプレブスのみが参加するトリブス民会が行い、元老院の影響を排除する法案）に反対し、結局法案は成立したもののプレブスは怒った。
この内部混乱を利用して、ウォルスキはローマに侵攻した。ウォルスキとの戦争はクラッススが担当することとなったが、クラッススはプレブスが多数を占める兵に激しい訓練を課した。しかし、彼のプレブス蔑視はひどく、兵士たちは公然と反抗した。兵はウォルスキ軍を攻撃することを拒否し、野営地に撤退した。ウォルスキ軍が攻撃してきたときにのみ、これに反撃した。彼の士官達はクラッススに直ちに何らかの手段を講じるよう説得した。が、ローマ軍は再び攻撃され、混乱のまま野営地を撤収しローマに向かって撤退した。
安全な場所まで撤退すると、クラッススは残存兵を集合させ、武器や軍旗を失った兵士、自分の持ち場を放棄した士官全員を鞭打ちの上斬首するよう命令した。続いて残りの兵に関しては十分の一刑（抽選で10人に1人を選び、その1人を他の9人で棍棒・石打などで処刑する）を命じたが、これは十分の一刑が実施された最初の例であった。
紀元前469年、ローマでは再び民衆の反抗が発生したが、ウォルスキはローマ領土に侵攻し郊外の資産に火をつけた。執政官ティトゥス・ヌミキウス・プリスクスがこれに当たることになった。ウォルスキ軍は放火を行った後に撤退していたが、プリスクスはこれを追撃、最初の戦闘に勝利した。ウォルスキ軍はアンティウム（現在のアンツィオ）に篭城したが、プリスクスは近隣の港であるケノ（現在のネットゥーノ）を占領した。
両者の敵対は翌年も続いた。執政官ティトゥス・クィンクティウス・カピトリヌス・バルバトゥスが軍を率いた。最初の衝突で数に劣るローマ軍は崩れ敗走しそうになったが、バルバトゥスは他の部隊は勝ちつつあると告げ、全軍の戦意を向上させて敵軍を撃退した。その後戦闘は中断され両軍はにらみ合った。ウォルスキ軍はローマ軍野営地に夜襲を敢行した。しかし、同盟軍のヘルニキのコホルス（大隊）がこれを寄せ付けず、さらにラッパ兵も加わってローマ軍がまさに反撃を開始するかのように思わせた。このためウォルスキ軍は野営地外に留まり、ローマ兵は睡眠をとることができた。体力が回復したローマ兵は、日が昇るとウォルスキ軍に向かった。ウォルスキ軍は高地に布陣していた。このためバルバトゥスは攻撃を躊躇したが、兵士は攻撃命令を求めた。ローマ兵は槍を残して軽装となり、剣だけでウォルスキ軍を攻撃し、これに勝利した。続いてバルバトゥスはアンティウムに向かいこれを包囲、アンティウムは短期間で降伏した。翌年にはアンティウムはローマの植民市となり、その勝利を祝いバルバトゥスは凱旋式を実施した。

## ローマ勢力の拡大
紀元前5世紀の後半になると、ローマとラティウムはウォルスキの波状的な侵攻を食い止めたようである。古代の資料はこの間にいくつかの植民市が建設されたことを伝えるが、アエクイとウォルキとの戦争の記録はあまり無い。しかし紀元前390年にアッリアの戦いでローマがガリアに大敗すると、再びウォルスキは敵対を始めた。

### マエキウムの戦い（紀元前389年）
紀元前390年、ガリア軍はアッリアの戦いに勝利すると、ローマに侵攻しこれを略奪した。古代の歴史家は、翌紀元前388年にエトルリア、ウォルスキおよびアエクイはローマの国力が打撃を受けたと期待して兵を上げ、またラティウムとヘルニキはローマとの同盟を解消した。

#### 古代の記録
リウィウス、プルタルコス、ディオドロスは、ウォルスキに対する作戦に関して概ね同一の記述を行っているが、プルタルコスの記述が最も詳細である。プルタルコスとディオドロスは、ローマ軍は複数の執政武官（執政官に代わって置かれたプレブスも就任可能な職）率いられ、マルキウス山の近くに野営地を設営したが、ウォルスキ軍に攻撃されたとする。
複数の敵に対処するため、ローマはマルクス・フリウス・カミッルスを独裁官（ディクタトル）に任命した。
プルタルコスによると、カミッルスは新たな軍を編成した。そこには兵となるには高齢に過ぎるものも含まれてたが、ウォルスキ軍を避けるようにマルキウス山を迂回して行軍し、敵軍の背後に出た。そこでウォルスキ軍の松明によって敵軍の存在を察知した。敵軍を包囲したローマ軍は攻撃準備をした。両側から攻撃されることを恐れたウォルスキ軍は野営地に撤退し、防備を強化した。日の出のときに山から強風が吹き降ろすことを知っていたカミッルスは、一部の部隊に反対側から陽動攻撃を行うように命令し、彼自身は残りの兵を率いて夜明けと共に敵軍野営地に放火した。強風にあおられて、火は野営地を焼き尽くした。殆どのウォルスキ兵は焼死するか、あるいはローマ軍に絶望的な突撃を敢行して戦死した。
ディオドロスによると、カミッルスは夜を徹して行軍した。夜明けと共にカミッルスは敵軍の背後から攻撃を行い、また野営地も攻撃させた。野営地にいた兵は出撃した。両面から攻撃されたウォルスキ軍は虐殺された。リウィウスは執政武官の敗北のことは記載していないが、カミッルスが独裁官に任命されたことを知ると、ウォルスキ軍はラヌウィウム近くの（en）マエキウムの野営地に障害物を置いて防御を強化した。カミッルスはこの障害物に火を放ち、ウォルスキ軍を混乱に陥れた。その混乱をついてローマ軍は野営地に突撃し、大きな抵抗も無くウォルウキ軍を一掃した。カミッルスはウォルスキが降伏するまで、その領土を略奪した。
古代の資料は、その後カミッルスがアエクイ、さらにストリウム（現在のストリ）近くでエトルリア軍に勝利したことを伝える。リウィウスは戦利品の詳細まで記載している。3つの敵軍に勝利したカミッルスはローマに戻って凱旋式を実施した。エトルリア兵捕虜は、奴隷として売却された。その代金は、まずローマの既婚婦人達がガリアへの身代金として提供した私財の補償用に使われたが、残りでカミルスの名を刻んだ3個の杯が作られ、ユピテル・オプティムス・マキシムス、ユーノー、ミネルウァ神殿のユーノー像の前に置かれた。

#### 現在の解釈
この紀元前389年の戦いと、以下に述べる紀元前386年の戦いには類似点が多い。どちらもカミッルスが軍を指揮してウォルスキを倒し、続いてストゥリウムを救援する。このため現代の学者の何人かは、これは同じ戦争の重複記述ではないかと考えている。この説を最初に唱えたのはドイツの歴史家カール・ジュリウス・ベロッホ（en）であり、彼はガリア人によるローマの破壊の影響は重大でかつ長期間続いたと考える。したがって、この敗北の直後にカミルスがエトルリアに勝利したというのは、ガリアに対する敗北を小さく見せるための創作である。後の歴史家達は、この創作された勝利を異なる方法で利用し、発生年をずらしまた細部も変えた。最後にリウィウスがこれを『ローマ建国史』にまとめたため、類似した戦闘が複数あるように記載されることとなったが、どちらも歴史的事実ではない。
コーネル（1995）は、ガリア人による略奪によって一時的に挫折はしたものの、ローマは直ちに回復したとする。続く勝利は、紀元前420年代から始まったローマの拡張政策の一環である。これらの勝利は誇張され詳細すぎる部分もあり、また一部は重複もしているが、しかし基本的には歴史的事実を反映しており、ローマの拡大という大きな絵と合致している。カミルスの役割は誇張されているが、独裁官に5回も選ばれるなど、この時期のローマにおける彼の重要性を証明している。
オークレー（1997）も、紀元前389年のウォルスキに対するローマの勝利は歴史的事実であると考えている。現存する3人の記述が類似しているのは、おそらくは同一の記録に基づいて書かれたためであり、細部が異なるのはそれぞれが省略した部分が異なるためであろう。この仮説はリウィウスとプルタルコスのストゥリウムでの戦闘の記述が非常に類似することで強められる。しかしながら、もともとの記録は、ローマがウォルスキに対してマエキウムで勝利したと書かれていた程度であり、残りは後世の創作であろう。リウィウスの記述も、既婚夫人に対する金の返還を除いては正確な情報に基づいたものである。そうであれば紀元前389年に戦闘があったことの裏づけになる。ウォルスキに対する勝利は、ポンプティヌス地方がローマに組み込まれるきっかけとなった。
フォーサイス（2005）は、より懐疑的な視点で見ている。彼は歴史的な事実はカミルスの名を刻んだ黄金の杯がユーノー神殿に寄贈されたことのみが事実と考えている。古代の歴史家達は、カミルスの時代の歴史的敵対者、すなわちエトルリア、アエクィ、ウォルスキ、に対するローマの勝利を創作し、その日時をローマが全方面に敵を抱えていた、ガリア人による略奪の後とした。

### ローマのポンプティヌス地域への拡張（紀元前388年 - 紀元前385年）
現在のラティーノ市の開発のために沼地の排水が行われるまで（1932年）、ラティウムの南東部はポンプティヌス沼地（en）と呼ばれていた。沼地とレピニ山地（en）の間には乾燥した地域があり、「アゲル・ポンプティヌス（ポンプティヌスの土地）」と呼ばれていた。ここが紀元前380年代から紀元前370年代にかけて、ローマとウォルスキの戦いの場となった。

#### 古代の記録
この間数年間に関しては、リウィウスが記しているのみである。それによると、紀元前388年に護民官がポンプティヌス地域の分割を提案したが、プレブスからの支持をほとんど得ることが出来なかった。紀元前387年にも護民官リキウス・シキニウスが同様の提案を行ったが、エトルリアが戦争の準備を開始したとの報告がローマに届いたため、うやむやとなった。翌年にはアンティウム軍がポンプティヌス地域に侵入し、ラティウムもこれを支援するための兵を送ったとの報告がローマに届いた。この年の執政武官6人の1人に、紀元前389年に独裁官を務めたカミッルスが含まれていたが、これはエトルリアとの戦争を想定してのものであった。カミッルスは独裁官であるかのように行動した。別の執政武官プウリウス・ウァレリウス・ポティトゥス・ポプリコラを同僚に指名して、ウォルスキとの戦争を指揮した。残りの4人の執政武官はローマの防衛と内政を担当した。
カミッルスのローマ軍とアンティウム軍はサトゥリクム（en）で激突した。アンティウム軍にはウォルスキ兵に加えて、ラティウム兵とヘルニキ兵も加わっていた。当初は敵軍の規模にローマ軍は怖気づいたが、カミッルスが兵を奮起させる演説を行い、敵軍を攻撃した。兵をさらに勇気付けるため、軍旗を敵軍の戦列内にはためかせた。ウォルスキ軍は撃破され、敗走の間に多くが虐殺されたが、雨のために追撃は中止された。ラティウム兵とヘルニキ兵はウォルスキ軍を見限り、サトゥリクムに逃げ込んだ。カミッルスは通常の包囲戦の準備を開始したが、出撃してきた敵軍がこれを妨害すると、戦術を変えて街を強襲した。軍を指揮させるためにポプリコラを現地に残し、カミッルスはローマに戻ってウォルスキの首都であるアンティウムの攻撃を訴えた。しかし、エトルリアが国境沿いのネペテ（現在のネーピ）とストリウム（現在のストリ）を攻撃した。これに対処するためにローマでは新たな軍を編成し、カミッルスとポプリコラが指揮をとることとなった。執政武官ルキウス・クィンクティウス・キンキナトゥスとルキウス・ホラティウス・プルウィルッスが対ウォルスキ戦を任された。リウィウスはその後カミッルスがネペテとストゥリウムでエトルリア軍に勝利したとする。
紀元前385年、アウルス・コルネリウス・コッススが独裁官となり、マギステル・エクィトゥム（騎兵長官、副司令官）にはティトゥス・クィンクティウス・カピトリヌスが指名された。これは表面的にはウォルスキとの戦争とラティウムおよびヘルニキを切り離すことを目的とされたが、実際にはマルクス・マンリウス・カピトリヌスが引き起こした問題（元老院が金銀を着服しているとした）に対処するためであった。とは言え、コッススはウォルスキが侵攻したポンプティヌス地域に進軍した。ウォルスキ軍はラティウム軍とヘルニキ軍を併せて強化され、さらにはローマの植民市であるキルケイとウェリトゥラエからの兵も含まれていた。現地に到着したコッススは、翌日の戦いに備えて、敵軍が攻撃してきたら受けて立てと命じた。ローマ兵は計画通り敵の攻撃に耐え、その間にカピトリヌスが率いる騎兵が攻撃、ウォルスキ軍はパニック状態となった。ウォルスキ軍は敗走し、野営地も占領された。コッススは捕虜以外の戦利品を兵士に分配した。ローマに戻ったコッススは凱旋式を実施した。なお、カピトリヌスは王位を狙ったとして翌年に処刑されている。
サトゥリクムには2000人のローマ市民が植民し、それぞれに2.5ユゲラ（1ユゲラは0.25ヘクタール）の土地が分配された。ディオドロスによると、紀元前386年にローマは500人の植民者をサルディニアに送ったとする。これはおそらくサトゥリクムへの植民のことであり、彼自身あるいは彼が参照した資料が書き間違ったものと思われる。

#### 現在の解釈
ベロッホは、紀元前386年のカミッルスの作戦は紀元前389年のそれ（それ自体がフィクションだが）の重複記載とし、さらに紀元前385年の出来事もサトゥリクムにおけるカミッルスの勝利を前提としているため、歴史的事実ではないとする。より最近では、コーネル（1995年）、オークレー（1997年）およびフォーサイス（2005）は、これらの出来事をポンプティヌス地域に対するローマの拡大として解釈している。従って、戦闘はローマ領内ではなくサトゥリクムとアンティウムで行われたとする。
プレブスが抱えていた負債はこの頃のローマの大きな問題であった。土地の分配は負債の解消に有効な方法であったため、これがローマのポンプティヌス地域への拡張の動機となった。古代の資料には公有地分配法に関して幾つもの法案が記録されているが、この内いくつかは歴史的事実では無いかも知れない。シキニウス氏族は、パトリキとプレブスの紛争におけるプレブス側の指導的氏族として名高いが、このうちどれが歴史的事実かは不明である。土地分配を提案したとする紀元前387年の護民官リキウス・シキニウスの名前はこれ以外には登場せず、従ってフィクションの可能性がある。
ウォルスキを援助したとするキルケイは紀元前393年にローマが、ウェリトゥラエは紀元前401年にラティウムが植民している。しかし、実際には守備兵を置いた程度のものであり、紀元前385年までにウォルスキはこれらの街を奪回していたものとと思われる。一方、植民した市民がローマに反乱した可能性もある。であるとすれば、この二つの街は、他のラティウムの街と比べてポンプティヌス地域へのローマの拡大が脆弱なものと感じていたのであろう。

### ウォルスキとラティウムの同盟（紀元前383年-紀元前381年）

#### 古代の記述
リウィウスによると、紀元前383年にローマの忠実な同盟市であったラヌウィウム（en）がローマに反乱しウォルスキと同盟し、キルケイとウェリトゥラエもローマとの戦いに加わった。ローマでは元老院の助言を受けて、トリブス民会が全員一致でウォルスキに宣戦布告を決定し、ポンプティヌス地域の土地分配のために5人の委員が選ばれ、またネペテ（現在のネーピ）の植民地建設のために3人の委員が任命された。しかし、同年にローマで疫病が発生したため、戦争を行うことはできなかった。この間に反乱植民市の平和派はローマとの講和を求めたが、戦争派の方が優勢であり、戦争派がローマ領土を襲撃したため講和交渉は終わった。紀元前382年、執政武官セルウィウス・スルピキウス・ルフスとガイウス・パピリウス・クラッススがウェリトゥラエへ進軍、残りの4人の執政武官はローマ防衛に残った。ローマ軍はウェリトゥラエ軍に勝利するが、そこには多くのプラエネステ（現在のパレストリーナ）兵が含まれていた。しかし、攻撃が成功するかに確信がもてず、また植民市を破壊したくなかったこともあり、プラエネステへの攻撃は行わなかった。執政武官からの報告によりローマはプラエネステに宣戦を布告した。ウェッレイウス・パテルクルスによれば、ローマはこの年に植民市セティア（現在のセッツェ）を建設している。
リウィウスとプルタルコスは同一の話を伝えている。紀元前381年にプラエネステがウォルスキと同盟し、リウィウスによると、ローマの植民市サトゥリクムを攻略した。この対策として、ローマはマルクス・フルウィウス・クラッススを6度目の執政武官に選び、元老院の特別例によりウォルスキとの戦争を担当することとなった（通常担当戦線はくじ引き）。同僚には、くじ引きの結果ルキウス・フルウィウス・メドゥリヌスが選ばれた。その後の作戦に関してはリウィウスとプルタルコスの間に若干の相違がある。リウィウスによると、両執政武官はエスクイリヌス門を出てサトゥリクムに向かった。兵力は4個軍団で、1個軍団は4,000の兵で構成されていた。サトゥリクムの敵軍は、兵力においてローマ軍に勝るように思われたが、ローマ軍は戦闘を熱望した。しかしカミッルスは戦闘を開始することを認めず、遅滞作戦を命じた。この命令に対してメドゥリヌスは怒り、カミッルスは老齢で行動が遅いと主張したため、兵はメドゥリヌスを支持するようになった。メドゥリヌスが戦闘の準備をしている間、カミッルスは強力な予備兵力を持って戦闘の結果を待った。ウォルスキは戦闘が始まってまもなく退却を開始したが、これは計画的なものであった。ローマ軍はこれを追撃し、高地にある野営地に向かって坂を上った。ウォルスキはいくつかの予備部隊を置いており、これらが戦闘に投入された。丘の上の優勢な敵と戦うこととなったローマ兵は敗走を始めた。しかし、このときにカミッルスが予備兵力を率いて到着し、敗走する兵に対しても持ち場に戻るよう命令した。歩兵が動揺する中、メドゥリヌス率いる騎兵部隊は下馬し、歩兵として戦闘に加わった。新手の戦闘参加にウォルスキ軍は敗北し、パニック状態となって敗走を開始した。野営地もローマ軍が占領した。多くのウォルスキ兵が戦死し、さらに多数が捕虜となった。プルタルコスによれば、カミッルスは病を得て、メドゥリヌスが指揮した戦闘の結果を野営地で待っていた。メドゥリヌスが敗北したとの報告が届くと、彼は安楽椅子から飛び起き、兵を集めて敵の追撃を押しとどめた。翌日、カミッルスは兵を率いて出陣、敵軍を撃破し野営地を占領した。その後、カミッルスはサトゥリクムがエトルリアに占領され、植民していたローマ人が全員殺されたことを知った。彼は軍の大部分をローマに戻し、彼自身と最も若い兵士のみでエトルリア軍をサトゥリクムから一掃した。カミッルスのサトゥリクムでの勝利の記述に続き、リウィウスとプルタルコスはラティウムのトゥスクルム（en）の併合の話を述べている。

#### 現代の解釈
ラティウムの古代都市の中で、ラヌウィウムはポンプティヌス平原に最も近かった。従って、ラヌウィウムがローマに反乱したのは驚きではない。紀元前382年の作戦に関するリウィウスの記述は詳細ではあるが、彼が参照した資料にはプラエネステとウェリトゥラエとの戦いがあったとしか書かれていなかった可能性はある。紀元前381年のカミッルスの勝利に関しては、プルタルコスの記述の方が原資料に近いのではないかと思われる。特筆すべきことに、リウィウスはカミッルスの有能さを強調し、プルタルコスが2日に渡ったとする戦闘を1日としている。プラエネステがサトゥルクムのウォルスキ軍を支援し、結果カミッルスに敗北したというのは十分信頼できる。しかしながら、戦闘の詳細やカミッルスとメドゥリヌスの不和などは、今日では後世の創作と考えられている。特に、戦闘の規模やローマの勝利は大きく誇張されている。

### アンティウムの敗北とサトゥリクムの破壊（紀元前380年-紀元前377年）

#### 古代の記録
この数年間に関してはリウィウスの記録があるのみである。彼によると、紀元前380年にローマはウェリトゥラエを強襲したとするが、この年の最も重要な出来事は独裁官ティトゥス・クィンクティウス・キンキナトゥスがプラエネステに対する作戦で勝利し、講和を強制したことである。紀元前379年、ウォルスキとの戦争は執政武官プブリウス・マンリウス・カピトリヌスとグナエウス・マンリウス・ウルソが担当することとなった。その人気と家柄のためであったが、間違った人選であることが分かった。両司令官は、十分な偵察を行わずに食料調達部隊を送り出したが、敵のスパイはこの動きを報告しており、食料調達部隊は待ち伏せにあってしまった。同時にウォルスキ軍はローマ軍野営地も攻撃した。この敗北にローマでは最初独裁官の任命が決定されたが、やがてウォルスキ軍の追撃がないことが判明したため、ローマ軍をウォルスキ領から撤退させるに留めた。セティア（現在のセッツェ）を強化するために、新しい植民者も送られた。翌紀元前378年、ウォルスキはあらゆる方向からローマ領内に侵入し、略奪を行った。しかしローマでは、戦争税は戦争が終わるまで徴収せず、負債に関する訴訟を行わないことにパトリキが合意しない限り、護民官はプレブスの徴兵には応じないとした。この内部の混乱の影響を避けるため、ローマは軍を二つに分けた。一つはスプリウス・フリイス・メドゥリアヌスとマルクス・ホラティウス・プルウィリウスが指揮してアンティウムと海沿いに進軍し、もう一つはクィントゥス・セルウィリウス・フィデナスとルキウス・ゲガニウス・マケリヌスが指揮してエケトゥラ（en）と山岳部に進軍した。ウォルスキを戦闘に巻き込もうと、ローマ軍はウォルスキの郊外を略奪した。いくつかの村を焼き収穫物を破壊した後で、両軍共に戦利品を持ってローマに戻った。
リウィウスによると、紀元前377年にウォルスキとラティウムは同盟し、サトゥリクム近くに布陣した。執政武官プブリウス・ウァレリウス・ポティトゥス・ポプリコラ（紀元前386年のカミッルスと共にウォルスキと戦った人物）とルキウス・アエメリウス・マメルキヌスが率いるローマ軍がこれに向かった。両軍の初日の戦闘は暴風雨によって中断された。二日目の戦闘では、ローマ軍の戦術を熟知しているラティウム軍は、ローマ軍の攻撃をしばらく持ちこたえていたが、ローマ軍騎兵が戦列を崩し、さらに歩兵が新たな攻撃を行って敗走させた。ウォルスキ軍とラティウム軍はアンティウムにまで退却した。ローマ軍は追撃したが、アンティウムを攻略する装備は持っていなかった。ラティウム軍は継戦を望んだが、アンティウムは講和を望んだ、結果、ラティウム軍は街を離れアンティウムはローマに降伏した。怒ったラティウム軍はサトゥリクムに火をつけ、マテル・マトゥタ（en）神殿以外を破壊した - もしも神殿に放火した場合はひどい罰が下るとの声がしたためとされる。

#### 現代の解釈
リウィウスは紀元前379年のローマ軍の敗北を、兵士ではなく指揮官の無能のためとしているが、これは彼の著作における共通のテーマである。リウィウスの著作には、この年のローマ軍の大きな成功は記されていない。紀元前5世紀の記録にはしばしば登場したエケトゥラに関しては、これが最後の記述になる。現在の学者はこのウォルスキ都市の正確な位置を特定できていない。
マテル・マトゥタはもともとは早朝の光に関連した女神であった。サトゥリクムのマテル・マトゥタ神殿は、その宗教の中心であった。リウィウスはサトゥリクムは紀元前348年にウォルスキによって再建されたとする。しかし、サトゥリクムが紀元前377年にラティウムによって破壊されたとすれば、このすぐ後に占領された可能性が高く、これは歴史的事実ではないかもしれない。リウィウスは、サトゥリクムは紀元前346年にローマ軍に放火・破壊されたが、このときもマテル・マトゥタ神殿は延焼を免れたとしている。現代の歴史家は紀元前377年と紀元前346年のサトゥリクムの破壊は重複記載と考えている。ベロッホはローマには紀元前377年のラティウム軍によるサトゥリクムの破壊の記録は無く、紀元前346年の出来事から遡って創作されたと考える。オークレイは逆の見方で、古代の歴史家がローマによる焼き討ちではなくラティウムによる焼き討ちを創作した可能性は低いと考える。
ポンプティヌス地域の植民と土地分配が行われていることから、この時期になるとウォルスキは既にローマにとって大きな脅威では無かったと思われる。20年にわたる征服と統合の後、ローマは内部の不和と政治改革の時代に向かう。

### ウェリトゥラエに対する作戦（紀元前370年-紀元前367年）
ローマの伝統的な年表では、紀元前375年から紀元前371年にかけては、執政武官も含めて上級官職が選出されない無政府状態にあったとされている。現代の歴史家はこの無政府状態は1年を超えるものではなかったと考えており、後にギリシアの歴史と一致させるために5年間が挿入されたと考えている。従って、紀元前377年から6年間ウォルスキとの戦争が途絶えているのも、事実ではない。

#### 古代の記録
リウィウスは紀元前376年から紀元前367年にかけての記述を内政問題を中心にしている。最終的にはリキニウス・セクスティウス法により、執政官の一人をプレブスから選ぶことなり、執政武官は廃止され執政官が復活することとなった。この間の外交問題に関しては参照程度に触れられているのみである。リウィウスは紀元前370年にウェリトゥラエ軍がローマ領土に侵入し、トゥスクルムを攻撃したとする。ローマから救援軍が派遣されて包囲を解かせ、さらにウェリトゥラエを包囲した。この包囲戦は紀元前367年にローマの勝利に終わったが、その間の特筆すべき事項は何も記されていない。プルタルコスによると、ウェリトゥラエは紀元前367年に、5度目の独裁官を務めたカミッルスに降伏したが、激しい戦いは無かったとする。ウェルトゥラエの占領はカミッルスに関する最後の記録である。おそらく紀元前365年にローマで流行した疫病で死亡した可能性がある。

#### 現代の解釈
ウェリトゥラエの包囲戦が数年間も続いたと言うのは疑わしい。おそらくは、毎年ウェリトゥラエに対する作戦が行われ、最終的に降伏したとのであろう。この後、紀元前357年まで、リウィウスはローマとウェリトゥラエの紛争は記録していない。

## 散発的な戦争

### プリウェルヌムとの最初の戦争（紀元前358年-紀元前357年）
紀元前358年に、ローマは新たなトリブス（選挙区）であるポンプティナとプブリリアを設立した。明らかにポンプティナ・トリブスはウォルスキから獲得したポンプティウス地域に設立されたもので、この地域が確固たるローマ領土になったことを意味する。
リウィウスはこの年にプリウェルヌム（現在のプリヴェルノ）、さらにウェリトゥラエがローマ領土を襲撃したとする。ローマは紀元前357年に執政官ガイウス・マルキウス・ルティルスにプリウェルヌムとの戦いの指揮を執らせた。プリウェルヌムの領土は長い間平和であったため豊かで、ルティルスは多くの戦利品を得た。ルティルスは全ての戦利品を兵士に分配し、国庫には何も入れなかった。プリウェルヌムはその城壁の前に堀で防御された野営地を設営していた。ローマ軍はこの野営地を強襲し、街への攻撃準備を行っている間にプリウェルヌムは降伏した。この勝利を讃えて、ルティルスは凱旋式を実施している。凱旋式のファスティによれば、ルティルスが凱旋式を実施したのは6月1日とされる。これがローマの歴史にアマセノ平原の有力都市プリウェルヌムが現れる最初の例であり、当時はローマ勢力範囲の南東の境であった。リウィウスはプリウェルヌムをウォルスキの都市とはみなしていないようであるが、他のいくつかの古代資料はウォルスキ都市と断言している。
リウィウスは、紀元前353年にウォルスキがローマ領域の略奪のために軍を編成しているとの情報が、ラティウムから届いたとする。これに対する戦争は執政官マルクス・ウァレリウス・ポプリコラが担当した。ポプリコラはトゥスクルムに野営地を設営したが、エトルリア都市カエレ（en）の脅威が高まったため、急遽ローマに呼び戻され、ティトゥス・マンリウス・インペリオスス・トルクァトゥスが独裁官に任じられた。
紀元前350年代のウォルスキの活動に関するリウィウスの記載は少なく、それ以前の継続的な戦いで勢力を低下させ、この時点ではローマの拡大に対してほとんど脅威ではなくなっていたことを意味している。

### アンティウムの敗北とサトゥリクムの破壊（紀元前346年）
リウィウスによると、アンティウムからの植民者が紀元前348年に（紀元前377年に破壊された）サトゥリクムを再建した。続いて紀元前346年に、アンティウムがラティウムを扇動してローマに反乱させようとしているとの報告が届いた。執政官マルクス・ウァレリウス・コルウスはその軍と共にサトゥリクムに進軍、アンティウム軍と他のウォルスキ援軍と戦闘となった。ウォルスキ兵は敗北してサトゥリクムに逃げ込んだが、しかしローマ軍が強襲準備を開始すると、降伏した。兵4,000と多数の非戦闘員が捕虜となった。サトゥリクムは略奪の後、放火された。マテル・ムトゥラ神殿のみが破壊を免れた。コルウスはローマに戻って凱旋式を実施し、降伏した4,000人はコルウスの戦車の前を行進させられ、その後奴隷として売却された。その莫大な売却益は国庫に収められた。リウィウスは、別説として、このとき奴隷として売られたのは、捕虜となった兵士ではなくサトゥリクムでもともと奴隷であった人々であるとも述べている。凱旋式のファスティでは、凱旋式の実施日を2月1日としている。
現代の歴史家はどちらもメテル・マトゥラ神殿のみが残ったとされる、紀元前377年と紀元前346年の二度のサトゥリウムの破壊を研究してきたが、それは単一の出来事の重複記載ではなかと考えている。紀元前348年に街が再建されたとするのは、紀元前346年の破壊を説明するために後世の創作であろう。考古学的調査から、紀元前4世紀半ば以降にはマテル・マトゥラ神殿のみが残っていたことが確認されているため、街が破壊されたのは事実である。しかし、二度の破壊が否定されるとすると、二度の占領も事実ではないかもしれない。紀元前346年に4,000人が奴隷として売られたというのも、それが兵士であれ元奴隷であれ、歴史的事実ではないかもしれない。

### ソラ占領（紀元前345年）
リウィウスは紀元前345年にローマがリリ（en）渓谷のウォルスキ都市ソラを、奇襲によって奪取したとする。これは記録されているローマ軍のリリ渓谷での最初の軍事行動であるが、ヘルニキ（ウォルスキ西部の山岳部の民族）に対する勝利によって可能になったと思われる。ソラの占領は、ウォルスキ勢力を完全に破壊するというローマの新政策を反映したものかもしれない。ソラが次に歴史の登場するのは、第二次サムニウム戦争のときであり、紀元前315年にサムニウム軍が奪取している。しかし、ローマが紀元前345年から紀元前315年までローマが継続的にソラを支配していたかは不明である。次にウォルスキ南部に対してローマが作戦を行うのは、紀元前329年のことである。

### プリウェルヌムとアンティウムとの戦い（紀元前341年）
紀元前343年、カンパニアの支配をめぐってローマとサムニウムの間に第一次サムニウム戦争が勃発する。紀元前342年、何人かの古代の作家によると、ローマは市民の不安と軍の反乱に悩まされていた。リウィウスは、この隙をついてプリウェルヌムがローマの植民市であるノルバ（en）とセティアを奇襲したと述べる。また、アンティウムが中心となったウォルスキ軍がサトゥリクムに終結しているとの報告も届いた。ローマではプリウェルヌムとアンティウムに対する作戦を紀元前341年の執政官の一人であるガイウス・プラウティウス・ウェンノが担当し、もう一人の執政官ルキウス・アエミリウス・マメルキヌス・プリウェルナスがサムニウムとの戦争を担当することとなった。ウェンノはまずプリウェルヌムに勝利し、そこを占領した。街にはローマの守備隊が置かれ、領土の2/3が没収された。ウェンノは続いてアンティウムとサクリトゥムに向かった。両軍の戦いは激しく、嵐が戦闘を終了させなかったら、両軍共にさらに損害は大きくなっていたであろう。ウォルスキは自軍の損失を考慮して、夜間にアンティウムに撤退することを決定した。この際に負傷者と軍需品の一部を残していった。ウェンノはウォルスキ軍が戦場に残していった大量の武器を集め、ウォルスキ軍の野営地でそれを焼却し、ルア女神（en）に捧げるように命じた。続いて、ウォルスキ領土を略奪しながら、海岸製沿いに進んだ。
ウォルスキがローマとの戦争を始めた動機は、ローマにはサムニウムとの戦争と内部不和があったこと、ローマにカンパニアの支配権を握られるとローマ領土に囲まれてしまうことであった。しかしながらリウィウスの記述の一部に対しては、現代の歴史家は疑問を呈している。ローマによるプリウェルヌムの占領に関しては、紀元前329年にもプリウェルナスが二度目の執政官になったときに記録されている。このときの同僚執政官はガイウス・プラウティウス・デキアヌスであった。このため、現代の歴史家の一部は、紀元前341年の戦いは紀元前329年の重複記述と考えている。この主張を支持する証拠の一つとして、ローマは旧プリウェルヌム領に「ウフェンティヌス」トリブス（選挙区）を設立しているが、これは紀元前332年の国勢調査ではなく紀元前318年の国勢調査においてである。即ち、紀元前341年の占領後には調査対象から外れている。とは言うものの、当時多くの戦争を行っていたローマが、プリウェルヌムを二度占領することがあっても不思議ではない。国勢調査の件は偶然の一致かも知れないし、ローマの守備隊がプリウェルヌムに置かれたのが歴史的事実であっても、長期間そこに留まっていたとは限らない。アンティウムに対する作戦は、ローマにとってそれほど重要なものではなかった。嵐で戦闘が終了したというのは後世の創作であろうし、ルア女神に対する武器の奉納も事実では無いかも知れない。しかしこれらが後世の加筆であったとしても、紀元前341年の戦いが無かったとは言い切れない。

## ローマのウォルスキ征服
紀元前340年に第二次ラティウム戦争が勃発すると、ウォルスキはローマに対する最後の抵抗としてラティウムを支援した。しかしこの戦争にもローマは勝利し、ウォルスキ都市は最終的にローマに組み込まれ、それぞれの都市に対して異なる政治的権利が与えられた。第二次サムニウム戦争でのローマの敗北は、ウォルスキに一時的な動揺を与えたが、長期的な影響は無かった。

## 参考資料
- Cornell, T. J. (1995). The Beginnings of Rome- Italy and Rome from the Bronze Age to the Punic Wars (c. 1000-264 BC). New York: Routledge. ISBN 978-0-415-01596-7
- Forsythe, Gary (2005). A Critical History of Early Rome. Berkeley: University of California Press. ISBN 0-520-24991-7
- Oakley, S. P. (1997). A Commentary on Livy Books VI-X, Volume 1 Introduction and Book VI. Oxford: Oxford University Press. ISBN 0-19-815277-9
- Oakley, S. P. (1998). A Commentary on Livy Books VI-X, Volume II: Books VII-VIII. Oxford: Oxford University Press. ISBN 978-0-19-815226-2